# Dějiny českých politických stran
Dějiny českých politických stran reflektují postupný vývoj politických subjektů na území českých zemí, které reprezentují etnicky převážně českou populaci.

## České politické strany od roku 1848 do zániku Rakouska-Uherska

### Politické strany během revoluce v letech 1848–1849
Parlamentní život na území českých zemí se poprvé rozvinul během revolučního roku 1848. V důsledku přechodu na ústavní formu vlády byl utvořen Říšský sněm coby celostátní zákonodárný sbor a plánovalo se též svolání Českého zemského sněmu (proběhly sice zemské volby, ale sněm nebyl po nepokojích v Praze nikdy svolán). Ve volbách ovšem byl konstituován Moravský zemský sněm i Slezský zemský sněm (respektive takzvaný Slezský konvent). Systém politických stran v moderním slova smyslu nicméně v roce 1848 ještě neexistoval, celá česká politická reprezentace tvořila širokou Národní stranu, jejímž předáky byl František Palacký a František Ladislav Rieger, v níž koexistovaly osobnosti demokratické, liberální i konzervativní orientace. Neexistovalo formální stranické členství. Volná politická soutěž navíc zanikla po potlačení revoluce v roce 1849.
V období neoabsolutismu byla aktivní jen volná platforma konzervativně orientovaných vlastenců jako Václav Vladivoj Tomek, Karel Jaromír Erben nebo Leopold Lev Thun-Hohenstein, kteří byli důsledně loajální k monarchii, odmítali demokratický radikalismus roku 1848 a podporovali rozvoj národního svérázu české populace.

### Obnovení parlamentarismu v roce 1861
Říjnový diplom z roku 1860 a následná únorová ústava z počátku roku 1861 obnovily parlamentní a ústavní systém vlády v Rakouském císařství. Byla definována Říšská rada coby nejvyšší zákonodárný sbor, volený nepřímo jako soubor delegátů jednotlivých zemských sněmů. Ještě na jaře 1861 proto proběhly volby do zemských sněmů. Zemské volby v Čechách, na Moravě a ve Slezsku utvořily zemské politické reprezentace. Mezi českou populací se opět zformovala široká platforma (český volební výbor, Národní strana), kterou vedli František Palacký a František Ladislav Rieger. Analogicky německojazyčná populace byla zastoupena liberální Ústavní stranou. Zemské sněmy v českých zemích byly voleny na základě kuriového systému a oddělenou volební kurii tak tvořili i velcí pozemkoví vlastníci (velkostatkářská kurie), kteří se sdružovali v samostatných politických táborech. Šlechta sympatizující s českým federalistickým programem a identifikující se s českým národním hnutím utvořila Stranu konzervativního velkostatku (provídeňsky, německorakousky smýšlející velkostatkáři z českých zemí byli členy Strany ústavověrného velkostatku).
Národní strana byla v 60. letech 19. století stranou honoračního typu, bez masového členství, sestávající z jednotlivých poslanců a volné sítě aktivistů, bez formálnějších rozhodovacích struktur. Vzhledem k omezenému volebnímu právu (volební cenzus) se obracela na vzdělanější, majetnější vrstvy a zahrnovala opět stejně jako v roce 1848 široké názorové spektrum, ve kterém se již od 60. let vyhraňoval pozdější mladočeský proud, více demokraticky orientovaný. Dominance Národní strany trvala až do 70. let a fakticky až do konce let 80. Strana konzervativního velkostatku byla jejím trvalým spojencem.

### Nástup mladočechů
V roce 1874 vznikla oficiálně Národní strana svobodomyslná (mladočeská), která v doplňovacích volbách na Český zemský sněm roku 1874 poprvé vystoupila se samostatnou kandidaturou. Definovala se jako liberální, pokroková a demokratická alternativa konzervativní Národní strany (staročeské). Mladočeši odmítali politiku pasivní rezistence, kterou razil František Ladislav Rieger (český bojkot zemských sněmů i Říšské rady kvůli opozici proti ústavnímu směřování státu). Poté, co po volbách do Říšské rady roku 1879 v Předlitavsku utrpěly porážku německorakouské liberální síly, posílila konzervativní pravice. Čeští politici potom utvořili alianci s německými konzervativci a představiteli Poláků a vznikla vláda Eduarda Taaffeho. Pasivní rezistence staročechů skončila a všechny tři proudy české politiky (staročeši, mladočeši i Strana konzervativního velkostatku) se spojily do jednotného Českého klubu na Říšské radě. V 80. letech za vlády Eduarda Taaffeho proto samostatná aktivita mladočechů ustala.
Oživení činnosti mladočeské strany nastalo až v 2. polovině 80. let. Postupně narůstala nespokojenost s výsledky české účasti na vládě. Mladočeši byli kritičtější k roli šlechty, podporovali zásadnější volební reformy a byli důslednější v obhajobě českých zájmů. Zemské volby v Čechách 1889 už probíhaly ve vyostřené atmosféře konfrontace mezi staročechy a mladočechy. Staročeši sice zvítězili, ale jen mírnou převahou nad mladočeskými kandidáty. Na sněmu pak fungovaly dva české konkurenční poslanecké kluby. České politické spektrum poprvé nabylo rysů systému dvou stran (kromě stran ve velkostatkářské kurii). Rozkol se dále vystupňoval v roce 1890 kvůli takzvaným punktacím, které měly být pokusem o česko-německý smír v Čechách. Ve volbách do Říšské rady roku 1891 byli staročeši téměř vymazáni z politické mapy a drtivou většinu mandátů získali mladočeští kandidáti. Česká politika vstoupila do krátkého období mladočeské dominance.

### Další rozrůzňování politického spektra
Již během 90. let se ale české politické spektrum dále rozčlenilo a postupně se utvořilo několik stavovsky a ideologicky definovaných politických proudů. Přispěly k tomu i reformy volebního systému, který na úrovni zemských sněmů zůstával bez větších změn, ale ve volbách do celostátní Říšské rady procházel značnými úpravami. Již Taafeho volební reforma z roku 1882 zvýšila skupinu oprávněných voličů o maloměstské, malopodnikatelské vrstvy. Výraznější změnou byla Badeniho volební reforma roku 1896. I ta zachovávala kuriální volební systém, ale k dosavadním čtyřem kuriím (velkostatkářská, městská, kurie obchodních a živnostenských komor a kurie venkovských obcí) přibyla kurie pátá, všeobecná. Zatímco volební právo v čtyřech původních kuriích omezoval daňově definovaný volební cenzus, pátá kurie zahrnovala všechny muže starší 24 let.
V Čechách v krátkém sledu vzniklo několik nových stran. V roce 1894 Křesťansko-sociální strana v Čechách, roku 1897 Národní strana katolická v království Českém, roku 1897 Česká strana národně sociální, roku 1897 Česká strana radikálně pokroková, roku 1899 Česká strana státoprávní a roku 1900 i Česká strana lidová (realistická). Strana sociálně demokratická se roku 1893 po delší předchozí existenci v rámci celostátní Sociálně demokratické strany dělnické v Rakousku oddělila na sjezdu v Českých Budějovicích do samostatného politického subjektu pro českou populaci, s vlastní organizační strukturou. Díky Badeniho volební reformě se navíc již ve volbách do Říšské rady roku 1897 do vídeňského parlamentu dostalo několik českých sociálně demokratických poslanců. Zásadní byl vznik samostatné České agrární strany (původně jako Sdružení českých zemědělců v rámci mladočeského tábora, od roku 1899 jako zcela samostatný politický subjekt, jehož předsedou byl Stanislav Kubr).
Na Moravě probíhal proces diferenciace politického spektra s jistým zpožděním. Rivalita mezi staročechy a mladočechy tu nebyla tak výrazná. Původní moravské křídlo staročeské strany (Moravská národní strana), které vedl Alois Pražák, tu dlouho působilo jako ústřední politická formace. Teprve v 90. letech se zde vyčlenila mladočesky orientovaná Lidová strana na Moravě pod vedením Adolfa Stránského. Roku 1899 vznikla Moravsko-slezská křesťansko-sociální strana na Moravě, již předtím roku 1896 Katolická strana národní na Moravě. Ještě před koncem století se na Moravě také (nepříliš výrazně) etablovali národní sociálové. Ve Slezsku byl rozvoj českého stranického života výrazně opožděn. Kvůli nevýrazné demografické základně (Češi tvořili jen menšinu populace této korunní země a nebyli výrazněji zastoupeni ani na Slezském zemském sněmu) se zde jednotlivé ideologické tábory vyčlenily až v první dekádě 20. století.
Mnohé z nově vzniklých subjektů se etablovaly již ve volbách do Říšské rady roku 1901 nebo ve volbách na Český zemský sněm téhož roku. Po nich byla sice na zemském sněmu zachována v rámci etnicky českého politického systému dominance mladočechů s 67 mandáty, ale 18 mandátů si připsali agrárníci, 6 staročeši, 3 nezávislí, 2 radikální pokrokáři a 1 státoprávníci. Zásadní změnou bylo ovšem zavedení rovného a všeobecného volebního práva do Říšské rady, podle kterého se poprvé volilo ve volbách roku 1907. Dominance mladočeských elit byla nahrazena systém více stran, bez jediné převažující. Z celkem 108 českých poslanců Říšské rady byl 28 agrárníků, 26 mladočechů a staročechů, 24 sociálních demokratů a 17 klerikálů. Volby probíhaly ve většinovém volebním systému, dvoukolově, což před druhým kolem vedlo k utváření širších volebních koalic. Tento trend se ještě prohloubil ve volbách do Říšské rady roku 1911, kdy společný postup několika stran proti klerikálním kandidátům vedl k tomu, že nakonec získali daleko méně mandátů, než odpovídalo zisku hlasů v 1. kole. Jako celek si ale české politické spektrum zachovalo charakter pluralitního, až roztříštěného stranického systému. Pokračoval i ústup mladočechů. V Čechách získali nejvíce mandátů agrárníci, následovaní národními sociály, sociálními demokraty, teprve pak následovali mladočeši. Na Moravě vyhráli sociální demokraté, druzí byli klerikálové a třetí agrárníci. Neúspěšně ve volbách roku 1911 skončil projekt nové sociálně demokratické strany, Česká sociálně demokratická strana v Rakousku (takzvaní centralisté), která odmítala separaci stranických a odborových struktur sociálně demokratického hnutí podle národnostních táborů a prosazovala integrovanější celorakouské dělnické hnutí. Získala ale jen zanedbatelný počet hlasů a mandátů (s výjimkou Slezska, kde obdržela 1 z celkem 3 českých mandátů).
Odlišný vývoj počátkem 20. století prožíval stranický systém na zemské úrovni. Český zemský sněm byl volen nadále podle zastaralého kuriového systému z 60. let 19. století (značné zastoupení šlechty, omezené volební právo, úplná absence sociálních demokratů a některých dalších masových stran) stále více paralyzován německými obstrukcemi (které následovaly po předchozích etapách českých obstrukcí). Po volbách na Český zemský sněm roku 1908 byl tento zákonodárný sbor zcela ochromen a nemohl řádně fungovat. V roce 1913 ho vláda nechala rozpustit (takzvané Anenské patenty) a nahradit technokratickou zemskou správní komisí. Na Moravě byla situace jiná; Moravské vyrovnání z roku 1905 dosáhlo kompromisu mezi českou a německou populací a uskutečnily se podle něj volby roku 1906. Ve Slezském zemském sněmu byli Češi nevýznamnou menšinou.
S rozvojem stranického spektra se posouvaly i metody stranické organizace a práce. Honorační strany byly od konce 19. století nahrazovány stranami masového typu (v politologické teorii tento proces je označován jako versäulung - „sloupovatění“ politického života), s jasně definovaným členstvím a satelitními organizacemi (odbory, profesní sdružení, hospodářská družstva, tisk apod.) Identické procesy probíhaly i mezi německým obyvatelstvem českých zemí, kde původní převaha liberální německé strany byla nahrazena stavovskou a ideologickou pluralitou.

## České politické strany v období první republiky

### Proměny stranického spektra po vzniku ČSR
V měsících před i po vyhlášení samostatného Československa probíhalo v českém politickém systému přeskupování sil. V únoru 1918 se sloučilo několik měšťanských, národně-liberálních formací (včetně mladočechů a staročechů) do České státoprávní demokracie, která se v roce 1919 proměnila na Československou národní demokracii. V dubnu 1918 se národně sociální strana přejmenovala na Českou stranu socialistickou a upravila svůj program, když se od původního nacionalismu posunula k levicovým pozicím. Reformou prošel i katolický tábor, kde se několik křesťansko-sociálních a katolicko-konzervativních stran spojilo a vznikla Československá strana lidová.
Prvním volebním soubojem v novém státě byly komunální volby roku 1919. Probíhaly jen v českých zemích a přinesly drtivé vítězství levice. U etnicky českých voličů získala nejvíce hlasů Československá sociálně demokratická strana dělnická (32,5 %), následovaná další levicovou Československá strana socialistická (17,3 %). Třetí skončila Republikánská strana československého venkova (15,3 %), další místa obsadila Československá strana lidová (9,8 %) a Československá národní demokracie (9,6 %). Dosud roztříštěné politické spektrum se dočasně proměnilo na stranický systém s dominancí levice. Dvě vítězné levicové strany pak společně s třetí agrární stranou utvořily takzvanou rudozelenou koalici. Podobné výsledky přinesly i první celostátní volby do Národního shromáždění roku 1920. Vzhledem k utvoření unitárního československého státu se české politické spektrum začalo proměňovat i integrací se stranickými subjekty na Slovensku (později i na Podkarpatské Rusi). Výrazně v tom v průběhu 20. let pokročili sociální demokraté a agrárníci (fúze se Slovenskou národní a rolnickou stranou), dočasně se se slovenskými katolíky (Slovenská ľudová strana) integrovali i čeští lidovci.
Ve volbách v roce 1920 uspěla pětice tradičních českých politických stranických proudů, která pak po celou první republiku reprezentovala převážnou část českých voličů. Šlo o strany sociálně demokratickou, socialistickou (národně socialistickou), agrární (republikánskou), lidovou a národně demokratickou. K nim se přidala poprvé i Československá živnostensko-obchodnická strana středostavovská vzniklá v listopadu 1919 sloučením českých a moravských menších a do té doby nepříliš vlivných stran. V následujících volbách postupně posilovala a zařadila se rovněž mezi etablované politické subjekty.

### Vznik KSČ
Zásadní změnu v českém stranickém životě přinesl roku 1921. Poté, co v roce 1920 postupně došlo k rozkolu v sociální demokracii a ustavení dvou paralelních sociálně demokratických struktur, se levicové křídlo sociální demokracie ustavilo v květnu 1921 jako samostatná Komunistická strana Československa, která potom na slučovacím sjezdu na podzim 1921 integrovala i komunistické strany jiných národností v Československu. KSČ se tak stala jedinou z českých politických stran, která byla plně supraetnická. České politické spektrum se vznikem KSČ rozšířilo na sedm relevantních stranických subjektů.

### Další vývoj stranického systému během první republiky
V následujících letech nebyla KSČ pro svou radikálně opoziční a revoluční politiku schopna se začleňovat do vládních koalic. Zbylé politické strany proto opakovaně uzavíraly široké pravolevé koalice a jejich předáci sdružení v takzvané pětce (pět hlavních nekomunistických českých stran, kromě živnostníků) drželi zásadní vliv. Rozkol v sociální demokracii také rozbil dosavadní krátce existující dominanci levice a české stranické spektrum poté až do zániku první republiky opět vykazovalo rozptýlený charakter, bez jediné převládající strany. Fragmentaci stranického spektra posiloval i nově zavedený poměrný volební systém (na rozdíl od většinového, vícekolového za Rakouska-Uherska) s nízkou uzavírací klauzulí. Praxe širokých koalic byla porušena pouze v letech 1926–1929, kdy takzvaná panská koalice poprvé a naposledy sdružila výlučně pravicové, občanské a nesocialistické strany (včetně obdobných stran německé menšiny). Pak se opět systém vrátil k širším koalicím, za účasti levice i pravice. Jen okrajově se v českém prostředí prosazovaly nové politické proudy. Ve 20. letech vznikla Národní obec fašistická, ale ve volbách získávala jen několik poslaneckých křesel. Podobně se zásadně neuchytily ani radikálně nacionalistické formace jako Národní liga nebo Liga proti vázaným kandidátním listinám, které okolo sebe vytvářel Jiří Stříbrný. Pokusem o posun ve stranickém životě byla také integrace národních demokratů s některými nacionalistickými formacemi ve 30. letech, čímž vzniklo Národní sjednocení. Ani to ale v posledních parlamentních volbách roku 1935 nezaznamenalo větší přírůstky. Ve 20. letech zase neuspěla Národní strana práce koncipovaná jako liberální, prohradní alternativa k národním demokratům. Efemérní charakter měly i některé odštěpenecké levicové formace jako Socialistická strana československého lidu pracujícího nebo Neodvislá strana komunistická v ČSR.
Sedm základních politických stran (včetně komunistů) si tak udrželo své pozice a to i v posledním lidovém hlasování za první republiky, kterým byly komunální volby roku 1938 konané již v atmosféře mezinárodního napětí. Na rozdíl od českého politického spektra proběhl v německém táboře integrační zlom a dominantní politickou silou se stala Sudetoněmecká strana.

### Rozdělení mandátů mezi strany v období 1918–1938
volby 1920
| 74    | 31   | 4 | 3 | 24  | 28  | 11  | 1 | 12  | 33  | 10  | 5 | 6 | 19   | 5 | 15  |
| ČSDSD | DSAP | m | s | ČSS | rep | BdL | m | SNR | ČSL | DCV | m | ž | ČSND | f | DNP |

volby 1925
| 41  | 29    | 17   | 28  | 43  | 24  | 1 | 31  | 13  | 23  | 4 | 1 | 13  | 13   | 7    | 10  |
| KSČ | ČSDSD | DSAP | ČSS | rep | BdL | a | ČSL | DCV | SĽS | m | p | živ | ČSND | nac. | DNP |

volby 1929
| 30  | 39    | 21   | 32   | 46  | 16  | 25  | 14  | 19   | 9 | 4  | 12  | 15   | 3 | 8    | 7   |
| KSČ | ČSDSD | DSAP | ČSNS | rep | BdL | ČSL | DCV | HSĽS | m | pž | živ | ČSND | L | nac. | DNP |

volby 1935
| 30  | 38    | 11   | 28   | 45  | 5   | 22  | 6   | 22        | 9 | 17  | 17  | 6   | 44  |
| KSČ | ČSDSD | DSAP | ČSNS | rep | BdL | ČSL | DCV | AB (HSĽS) | m | živ | NSj | NOF | SdP |

## České politické strany v období druhé republiky
Mnichovská dohoda přinesla radikální územní ztráty ale i otřes politického a stranického systému. V rámci druhé republiky došlo k cílené redukci počtu politických stran, protože právě těžkopádná a komplikovaná struktura rozhodování v prvorepublikových koalicích byla označována za jednu z chyb předmnichovského Československa. Za druhé republiky se utvořily pouze dvě politické strany: Strana národní jednoty, která zahrnula bývalé agrárníky, živnostníky, lidovce, národní demokraty (národně sjednocené) a část národních socialistů, a Národní strana práce, v níž se soustředili bývalí sociální demokraté a část národních socialistů. Sloučily se i některé satelitní stranické organizace. Komunistická strana Československa nemohla pokračovat ve svém fungování, mandáty jejích poslanců a dalších zvolených zástupců zanikly, řadoví členové KSČ se ovšem mohli angažovat v Národní straně práce. Obě zbylé politické strany byly výlučně české (vzhledem k federalizaci Česko-Slovenska na podzim 1938 se na Slovensku utvořil separátní politický a stranický systém). Politický systém druhé republiky označován jako autoritativní demokracie existoval jen několik měsíců. Během nich postupně v Straně národní jednoty sílily protidemokratické, totalitární a pronacistické tendence, zatímco Národní strana práce ztrácela vliv. Žádné volby se na území českých zemí v této době nekonaly. Role parlamentu byla oslabena zmocňovacím zákonem, takže Národní shromáždění se naposledy sešlo 16. prosince 1938.
Po německé okupaci Čech a Moravy v březnu 1939 stranické spektrum zcela zaniklo. Jedinou politickou stranou povolenou v Protektorátu Čechy a Morava bylo Národní souručenství, které ale mělo rys masového sdružení (členy byli téměř všichni dospělí muži české národnosti) působícího v totalitních podmínkách. Jeho role se během okupace navíc postupně vytrácela.

## České politické strany v letech 1945–1948
Po druhé světové válce se v českých zemích obnovil částečný politický pluralismus. Již na jaře 1945 byla ustavena Národní fronta Čechů a Slováků jako politické ústředí československých stran hlásících se k výstavbě obnovené republiky. Národní fronta v této době fungovala jako všenárodní koalice, která ale nezahrnovala všechny politické proudy předmnichovského Československa. Vznik nových politických stran podléhal navíc souhlasu Národní fronty. V parlamentních volbách roku 1946 tak v českých zemích kandidovaly jen čtyři strany. Výsledkem voleb (v českých zemích) byla dominantní pozice Komunistické strany Československa. Na druhém místě, ale s výrazným odstupem skončila Československá strana národně socialistická, pak Československá strana lidová a jako poslední Československá sociální demokracie. Ze čtyř těchto subjektů jen lidová strana nebyla stranou levicovou. Zcela zanikla agrární strana, živnostenská strana i politické formace národně-liberálního a národně-konzervativního charakteru, jakými byli meziváleční národní demokraté.
Paralelně s utvořením Národní fronty se po roce 1945 integrovaly i dosavadní stranické satelitní organizace. Po válce tak již nebyly obnoveny samostatné stranické odborové a profesní organizace a místo toho vznikly celonárodní organizace jednotné, formálně nadstranické (Svaz české mládeže, Ústřední rada odborů, Ústřední svaz obchodu, Jednotný svaz českých zemědělců apod.). V stranické sféře zůstal politický tisk. Změnou oproti období před rokem 1938 bylo i to, že vznikly dva paralelní stranické systémy v českých zemích i na Slovensku, kde se dominantní silou dočasně stala Demokratická strana a kde tamní Komunistická strana Slovenska byla formálně nezávislým subjektem, bez vazby na KSČ. Tato separace ale nebyla úplná, protože KSČ s KSS úzce spolupracovala, stejně jako Demokratická strana nacházela spojenectví u českých nemarxistických stran. Menší slovenská Strana práce se dokonce v roce 1947 integrovala plně do celostátní sociální demokracie (jako Zemská organizace Československé sociální demokracie na Slovensku).

### Rozdělení mandátů mezi strany v období 1945–1948
volby 1946
| 21  | 93  | 37   | 2  | 55   | 3  | 46  | 43 |
| KSS | KSČ | ČSSD | SP | ČSNS | SS | ČSL | DS |

## České politické strany v období komunistické vlády

### Únor 1948 a jednotná kandidátní listina
Všenárodní koalice v rámci Národní fronty se v předjaří 1948 rozpadla. Národní socialisté, lidovci a slovenští demokraté se rezignacemi na křesla v kabinetu pokusili vynutit změnu vládního uspořádání. V mocenském souboji (únorový převrat) ale nakonec triumfovali komunisté, kteří mobilizovali veřejnost, v ostatních stranách aktivizovali své spojence, provedli čistky a následně sestavili novou vládu (druhá vláda Klementa Gottwalda), která se formálně hlásila ke kontinuitě s politikou poválečné Národní fronty. Ve skutečnosti politická soutěž v Československu zanikla. Formálně se to projevilo v parlamentních volbách roku 1948, kdy Národní fronta předložila jednotnou kandidátní listinu, jež získala přes 86 % hlasů. Výlučnou politickou silou v zemi se stala Komunistická strana Československa. Československá strana národně socialistická byla po Únoru transformována na Československou stranu socialistickou. V činnosti pokračovala Československá strana lidová, zatímco Československá sociální demokracie zanikla a v červnu 1948 se sloučila s KSČ.
Formálně tak v českých zemích po roce 1948 existoval systém dominantní politické strany (KSČ) a dvou menších stran, fakticky šlo o totalitní systém ovládaný komunistickou stranou (oficiálně toto zakotvila coby vedoucí úlohu KSČ až Ústava Československé socialistické republiky z roku 1960). Všechny volby na území Československa až do roku 1990 pak probíhaly v systému Národní fronty, s jednotnou kandidátní listinou.

### Náznaky politického pluralismu v roce 1968 a normalizace
Na konci 60. let se objevily náznaky narušení totalitního charakteru stranického systému v Československu. Už zákon č. 113/67 Sb. počítal s volbami do Národního shromáždění ve vícemandátových okrscích, tedy s převahou počtu kandidátů nad počtem mandátů a tudíž limitovanou politickou soutěží. Systém Národní fronty měl ovšem být zachován.
Během pražského jara v roce 1968 pak sílily emancipační tendence v nekomunistických stranách, které počítaly s rovnoprávnějším postavením vůči KSČ. Aktivizovaly se skupiny bývalých sociálních demokratů, ale k obnovení samostatné sociálně demokratické strany pro nesouhlas KSČ nedošlo. Výrazný vliv měl zdola budovaný a mimo Národní frontu působící Klub angažovaných nestraníků. Chystané volby do Národního shromáždění roku 1968 se ale nikdy neuskutečnily. Po provedení invaze vojsk Varšavské smlouvy do Československa a nástupu normalizace byly tyto reformní pokusy zastaveny. Do roku 1990 pak opět fungoval systém Národní fronty s vedoucí úlohou KSČ a dvěma dalšími loajálními, závislými politickými stranami.
Komunistická strana Československa (od roku 1948 byla Komunistická strana Slovenska její součástí) měla rozhodující politický vliv. Její nejvyšší orgán, Ústřední výbor Komunistické strany Československa měl například odborné, rezortní oddělení, která pokrývala všechny oblasti správy státu. K drobným změnám došlo až krátce před pádem režimu, kdy reformní hnutí v Sovětském svazu (perestrojka) přineslo opět myšlenky na zavedení limitované politické soutěže. Na jaře 1989 se tak konaly v několika okrscích doplňovací volby do Federálního shromáždění, v nichž bylo nominováno Národní frontou více kandidátů.

## České politické strany po roce 1989

### Sametová revoluce a dominance Občanského fóra
Obnovení politického pluralismu přinesla sametová revoluce. Již 19. listopadu 1989 vzniklo Občanské fórum, které pak vedlo jednání v rámci Národní fronty i na vládní úrovni. Na přelomu listopadu a prosince 1989 vyústil tlak veřejnosti v přijetí zásadních ústavních zákonů Federálním shromážděním, které zrušilo článek ústavy týkající se vedoucí úlohy KSČ. Na přelomu roku 1989 a 1990 pak začal proces kooptací do Federálního shromáždění a kooptací do České národní rady, kterými se do zákonodárných sborů jmenováním dostali představitelé Občanského fóra, nestraníků a dalších politických stran (včetně některých nových komunistů).
V červnu 1990 proběhly Volby do Sněmovny lidu Federálního shromáždění, Volby do Sněmovny národů Federálního shromáždění i Volby do České národní rady. Občanské fórum v nich získalo okolo poloviny hlasů a dočasně se stalo dominantní silou české politiky. Relevantní silou zůstala nadále Komunistická strana Československa, výrazné zisky, zejména na Moravě, si připsalo Hnutí za samosprávnou demokracii - Společnost pro Moravu a Slezsko a do zákonodárných sborů se dostala i Československá strana lidová (nyní coby Křesťanská a demokratická unie, do níž se sloučily i některé další křesťanské skupiny). Mimo parlament zatím zůstali sociální demokraté.

### Dotvoření politického spektra po roce 1990
Po roce 1990 probíhaly v stranickém systému další hluboké změny. Pokračoval separátní vývoj v Česku a na Slovensku. I celostátní KSČ se už v březnu 1990 rozdělila na Komunistickou stranu Slovenska a Komunistickou stranu Čech a Moravy, přičemž vazby mezi oběma stranami se v roce 1991 prakticky přetrhly. Podstatné bylo hlavně pnutí v Občanském fóru, kde krystalizovaly názorové platformy jako Meziparlamentní klub demokratické pravice nebo Klub sociálních demokratů Občanského fóra. V roce 1991 rozkol postihl hlavní masu Občanského fóra. Výsledkem bylo na jaře 1991 jeho rozdělení na dva nástupnické subjekty: Občanské hnutí a Občanskou demokratickou stranu. Samostatně postupovala i Občanská demokratická aliance.
volby 1990, rozdělení mandátů (ČNR)
| 33  | 20  | 23  | 124 |
| KSČ | KDU | HSD | OF  |

volby 1992, rozdělení mandátů (ČNR)
| 35 | 16   | 16  | 15      | 14  | 76      | 14  | 14  |
| LB | ČSSD | LSU | KDU-ČSL | HSD | ODS-KDS | ODA | SPR |

Ve volbách do České národní rady roku 1992 vystřídala Občanská demokratická strana (kandidující v koalici s Křesťanskodemokratickou stranou) Občanské fórum v roli dominantní strany, byť s daleko nižším výsledkem (cca 30 %). Ostatní politické strany byly nadále roztříštěné. Mandáty obhájili komunisté, sdružení nyní do koalice Levý blok. Do parlamentu pronikla nově i Československá sociální demokracie, Liberálně sociální unie (aliance několika středových stran), Křesťanská a demokratická unie - Československá strana lidová, Občanská demokratická aliance a Hnutí za samosprávnou demokracii - Společnost pro Moravu a Slezsko. Poprvé mandáty získala i radikální formace Sdružení pro republiku - Republikánská strana Československa. Naopak dosud vlivné Občanské hnutí těsně nepřekonalo hranici 5 % pro vstup do parlamentu. Do konce roku 1992 zaniklo Československo a politický prostor českých stran se zúžil výlučně na samostatnou Českou republiku a její ústavní systém.

### Rozdělení mandátů mezi strany v období 1996–2010
volby 1996
| 22   | 61   | 18      | 68  | 13  | 18      |  |
| KSČM | ČSSD | KDU-ČSL | ODS | ODA | SPR-RSČ |  |

volby 1998
| 24   | 74   | 20      | 19 | 63  |  |
| KSČM | ČSSD | KDU-ČSL | US | ODS |  |

volby 2002
| 41   | 70   | 23      | 8  | 58  |  |
| KSČM | ČSSD | KDU-ČSL | US | ODS |  |

volby 2006
| 26   | 74   | 6  | 13      | 81  |  |
| KSČM | ČSSD | SZ | KDU-ČSL | ODS |  |

volby 2010
| 26   | 56   | 24 | 41     | 53  |
| KSČM | ČSSD | VV | TOP 09 | ODS |

Během 90. let pokračoval vývoj stranického spektra, které od dominance Občanského fóra a později Občanské demokratické straně dospělo k paritě mezi pravicí a levicí. Od poloviny dekády se jako nejsilnější levicová strana etablovala Česká strana sociálně demokratická, na pravici zůstala hlavním subjektem Občanská demokratická strana. Naopak jiné politické strany se z vrcholové politiky vytrácely. Po volbách roku 1996 takto z parlamentu vymizely Liberálně sociální unie i moravistické formace. Po volbách roku 1998 pak o mandáty přišlo i Sdružení pro republiku - Republikánská strana Československa. Rozkol v ODS z přelomu let 1997 a 1998 přinesl vznik Unie svobody, která ale neohrozila bipolární charakter české politiky ustavený v polovině 90. let. Trvale na okraji vysoké politiky zůstaly po celou dekádu některé další formace jako Důchodci za životní jistoty, Strana zelených či Demokratická unie. Jen dočasný charakter měly reformní levicové subjekty odštěpené od KSČM jako Levý blok nebo Strana demokratické levice. Zásadní proměnu stranického spektra nepřinesly ani volby roku 2002 a volby roku 2006. Trval systém křehké rovnováhy mezi pravicí a levicí a dominance ODS a ČSSD v příslušných pólech politického spektra. Projekt Čtyřkoalice z počátku století se rozpadl a do voleb v roce 2002 šel v redukované podobě jako Koalice (aliance lidovců a Unie svobody, včetně integrované Demokratické unie). Novým politickým subjektem v parlamentu se po volbách v roce 2006 stala Strana zelených. Větší proměnu stranické mapy přinesly sněmovní volby roku 2010, kdy ČSSD a ODS oslabily a do dolní komory pronikly nové formace jako Věci veřejné (později z nich odštěpená formace LIDEM) a TOP 09. Naopak KDU-ČSL se poprvé od roku 1990 do dolní komory nedostala. Mimo parlament zůstala Strana práv občanů ZEMANOVCI. Po propadu Sdružení pro republiku - Republikánské strany Československa ve volbách roku 1998 trvale mimo zastupitelské sbory zůstala i nacionalistická scéna reprezentovaná například Dělnickou stranou či Národní stranou.
Stranický systém se v průběhu 21. století dále rozvíjel i na vedlejších volebních fórech a zastupitelských sborech. Ve volbách do senátu, krajských zastupitelstev, komunálních volbách či volbách do Evropského parlamentu uspěly celostátní politické subjekty, ale i regionální formace (Severočeši.cz, Starostové pro Liberecký kraj), popřípadě ad hoc skupiny (SNK sdružení nezávislých) nebo individuální nezávislí kandidáti.
České politické stranictví po roce 1989 nenavázalo výrazněji na předmnichovskou tradici. Jen u některých stran došlo k návaznosti na prvorepublikové předchůdkyně (sociální demokraté, komunisté, lidovci). Zmizel koncept satelitních organizací; polistopadové politické strany jen zřídka vytvářely vlastní zájmové, odborové a jiné organizace. I politický tisk nebyl ve větší míře přímo propojen s politickými stranami. Členská základna stran zůstala ve srovnání s meziválečným Československem výrazně nízká. I ty největší české politické strany mají maximálně několik desítek tisíc členů.

### Změna politického spektra po volbách roku 2013
Předčasné sněmovní volby roku 2013 přinesly zásadní proměnu politického spektra České republiky. V hlasování zvítězila ČSSD, ale s 20 % hlasů šlo o nejnižší výsledek pro vítěznou stranu v polistopadových dějinách. Na druhém místě se umístil zcela nový subjekt ANO 2011 a do parlamentu pronikla nově též formace Úsvit přímé demokracie Tomia Okamury. Naopak ODS, která od roku 1992 ve všech sněmovních volbách obsazovala první nebo druhou pozici a byla nejsilnějším subjektem pravicové části politického spektra, obdržela jen necelých 8 % hlasů a zařadila se mezi středně velké politické strany. Do sněmovny se po přestávce vrátila KDU-ČSL. Novinkou bylo i to, že koaliční vláda Bohuslava Sobotky vzniklá na základě těchto voleb, poprvé v polistopadovém období zahrnovala první i druhou nejsilnější stranu (ČSSD a hnutí ANO), doplněné o KDU-ČSL.
Bipolární charakter stranického spektra, narušený již výsledky sněmovních voleb v roce 2010, byl nahrazen více fragmentovaným stranickým systémem. Tento trend ještě zesílil ve sněmovních volbách roku 2017, kdy se do dolní komory dostalo rekordních devět politických subjektů. Poprvé od roku 1990 ve volbách nezvítězila ODS ani ČSSD, nýbrž hnutí ANO 2011. Politické spektrum se zároveň poprvé od poloviny 90. let posunulo od bipolarity trvající směrem k dominanci jednoho subjektu (hnutí ANO), podobně jako naposledy ve volbách v roce 1992, kdy takto dominovala ODS. Do poslanecké sněmovny pronikly další nové subjekty: Česká pirátská strana, Starostové a nezávislí a Svoboda a přímá demokracie (tu ale spojuje s formací Úsvit přímé demokracie osoba jejího předsedy). Výrazný propad zaznamenaly levicové strany ČSSD a KSČM, stejně jako pravicová TOP 09. Částečné zotavení po volebním propadu roku 2013 přinesly volby roku 2017 pravicové ODS, která se stala druhou nejsilnější stranou v nové sněmovně, byť s velkým odstupem za vítězným hnutím ANO.
volby 2013, rozdělení mandátů
| 33   | 50   | 47  | 14      | 26  | 16  | 14    |
| KSČM | ČSSD | ANO | KDU-ČSL | TOP | ODS | Úsvit |

volby 2017, rozdělení mandátů
| 15   | 15   | 22     | 78  | 10      | 6  | 7   | 25  | 22  |
| KSČM | ČSSD | Piráti | ANO | KDU-ČSL | ST | TOP | ODS | SPD |